# Jay Vincent
Jay Fletcher Vincent, född 10 juni 1959 i Kalamazoo, Michigan, är en amerikansk före detta professionell basketspelare. Han avslutade sin spelarkarriär 1993.
Under sin NBA-karriär spelade Vincent för Dallas Mavericks, Washington Bullets, Denver Nuggets, San Antonio Spurs, Philadelphia 76ers och Los Angeles Lakers. Även brodern Sam Vincent är en före detta NBA-spelare.
Efter spelarkarriären var Vincent verksam som kriminell affärsman i Michigan. Tillsammans med en kumpan lurade han 20 000 människor och fick en sammanlagd summa på över en miljon dollar. År 2011 dömdes Vincent till ett femårigt fängelsestraff.